# أدولف بلوخ
أدولف بلوخ (بالفرنسية: Adolphe Bloch)‏ (و. 1882 – 1969 م) كان عالم إنسان، من فرنسا، توفي عن عمر يناهز 87 عاماً.